# Astacidea
Los astacídeos (Astacidea) son un infraorden de crustáceos decápodos que incluye especies tan conocidas como las langostas americanas, los bogavantes, las cigalas y los cangrejos de río. Cuenta con unas 400 especies.
Se subdivide en cinco superfamilias, dos de cangrejos de río (Astacoidea y Parastacoidea), y el resto de langostas, aunque estas no deben confundirse con el infraorden Palinura, que también contiene especies llamadas también langostas, pero son anatómicamente distintas pues entre otras cosas no presentan tenazas.

## Taxonomía
El infraorden Astacidea incluye cinco superfamilias y siete familias:
- Superfamilia Astacoidea

Familia Astacidae
Familia Cambaridae
- Superfamilia Parastacoidea

Familia Parastacidae
- Superfamilia Nephropoidea

Familia Nephropidae
Familia Thaumastochelidae
- Superfamilia Enoplometopoidea

Familia Enoplometopidae
- Superfamilia Glypheoidea

Familia Glypheidae

## Clasificación
|  | Stenopodidea (camarón boxer)                                                 |
|  |                                                                              |
|  | \| \| Procarididea \| \| \| \| \| \| Caridea (verdadero camarón) \| \| \| \| |
|  |                                                                              |
|  | Procarididea                                                                 |
|  |                                                                              |
|  | Caridea (verdadero camarón)                                                  |
|  |                                                                              |

|  | Procarididea                |
|  |                             |
|  | Caridea (verdadero camarón) |
|  |                             |

|  | Achelata (langostas)                                                                                            |
|  | |
|  | \| \| Polychelida (crustáceos bentónicos) \| \| \| \| \| \| Astacidea (langostas, cangrejos de río) \| \| \| \| |
|  | |
|  | Polychelida (crustáceos bentónicos)                                                                             |
|  | |
|  | Astacidea (langostas, cangrejos de río)                                                                         |
|  | |

|  | Polychelida (crustáceos bentónicos)     |
|  |                                         |
|  | Astacidea (langostas, cangrejos de río) |
|  |                                         |

|  | Gebiidea (langostas de barro y camarones de barro)                                              |
|  |                                                                                                 |
|  | \| \| Anomura (Cangrejos ermitaños y otros) \| \| \| \| \| \| Brachyura (cangrejos) \| \| \| \| |
|  |                                                                                                 |
|  | Anomura (Cangrejos ermitaños y otros)                                                           |
|  |                                                                                                 |
|  | Brachyura (cangrejos)                                                                           |
|  |                                                                                                 |

|  | Anomura (Cangrejos ermitaños y otros) |
|  |                                       |
|  | Brachyura (cangrejos)                 |
|  |                                       |

|  | Gebiidea (langostas de barro y camarones de barro)                                              |
|  |                                                                                                 |
|  | \| \| Anomura (Cangrejos ermitaños y otros) \| \| \| \| \| \| Brachyura (cangrejos) \| \| \| \| |
|  |                                                                                                 |
|  | Anomura (Cangrejos ermitaños y otros)                                                           |
|  |                                                                                                 |
|  | Brachyura (cangrejos)                                                                           |
|  |                                                                                                 |

|  | Anomura (Cangrejos ermitaños y otros) |
|  |                                       |
|  | Brachyura (cangrejos)                 |
|  |                                       |

|  | Achelata (langostas)                                                                                            |
|  | |
|  | \| \| Polychelida (crustáceos bentónicos) \| \| \| \| \| \| Astacidea (langostas, cangrejos de río) \| \| \| \| |
|  | |
|  | Polychelida (crustáceos bentónicos)                                                                             |
|  | |
|  | Astacidea (langostas, cangrejos de río)                                                                         |
|  | |

|  | Polychelida (crustáceos bentónicos)     |
|  |                                         |
|  | Astacidea (langostas, cangrejos de río) |
|  |                                         |

|  | Gebiidea (langostas de barro y camarones de barro)                                              |
|  |                                                                                                 |
|  | \| \| Anomura (Cangrejos ermitaños y otros) \| \| \| \| \| \| Brachyura (cangrejos) \| \| \| \| |
|  |                                                                                                 |
|  | Anomura (Cangrejos ermitaños y otros)                                                           |
|  |                                                                                                 |
|  | Brachyura (cangrejos)                                                                           |
|  |                                                                                                 |

|  | Anomura (Cangrejos ermitaños y otros) |
|  |                                       |
|  | Brachyura (cangrejos)                 |
|  |                                       |

|  | Gebiidea (langostas de barro y camarones de barro)                                              |
|  |                                                                                                 |
|  | \| \| Anomura (Cangrejos ermitaños y otros) \| \| \| \| \| \| Brachyura (cangrejos) \| \| \| \| |
|  |                                                                                                 |
|  | Anomura (Cangrejos ermitaños y otros)                                                           |
|  |                                                                                                 |
|  | Brachyura (cangrejos)                                                                           |
|  |                                                                                                 |

|  | Anomura (Cangrejos ermitaños y otros) |
|  |                                       |
|  | Brachyura (cangrejos)                 |
|  |                                       |

|  | Stenopodidea (camarón boxer)                                                 |
|  |                                                                              |
|  | \| \| Procarididea \| \| \| \| \| \| Caridea (verdadero camarón) \| \| \| \| |
|  |                                                                              |
|  | Procarididea                                                                 |
|  |                                                                              |
|  | Caridea (verdadero camarón)                                                  |
|  |                                                                              |

|  | Procarididea                |
|  |                             |
|  | Caridea (verdadero camarón) |
|  |                             |

|  | Achelata (langostas)                                                                                            |
|  | |
|  | \| \| Polychelida (crustáceos bentónicos) \| \| \| \| \| \| Astacidea (langostas, cangrejos de río) \| \| \| \| |
|  | |
|  | Polychelida (crustáceos bentónicos)                                                                             |
|  | |
|  | Astacidea (langostas, cangrejos de río)                                                                         |
|  | |

|  | Polychelida (crustáceos bentónicos)     |
|  |                                         |
|  | Astacidea (langostas, cangrejos de río) |
|  |                                         |

|  | Gebiidea (langostas de barro y camarones de barro)                                              |
|  |                                                                                                 |
|  | \| \| Anomura (Cangrejos ermitaños y otros) \| \| \| \| \| \| Brachyura (cangrejos) \| \| \| \| |
|  |                                                                                                 |
|  | Anomura (Cangrejos ermitaños y otros)                                                           |
|  |                                                                                                 |
|  | Brachyura (cangrejos)                                                                           |
|  |                                                                                                 |

|  | Anomura (Cangrejos ermitaños y otros) |
|  |                                       |
|  | Brachyura (cangrejos)                 |
|  |                                       |

|  | Gebiidea (langostas de barro y camarones de barro)                                              |
|  |                                                                                                 |
|  | \| \| Anomura (Cangrejos ermitaños y otros) \| \| \| \| \| \| Brachyura (cangrejos) \| \| \| \| |
|  |                                                                                                 |
|  | Anomura (Cangrejos ermitaños y otros)                                                           |
|  |                                                                                                 |
|  | Brachyura (cangrejos)                                                                           |
|  |                                                                                                 |

|  | Anomura (Cangrejos ermitaños y otros) |
|  |                                       |
|  | Brachyura (cangrejos)                 |
|  |                                       |

|  | Achelata (langostas)                                                                                            |
|  | |
|  | \| \| Polychelida (crustáceos bentónicos) \| \| \| \| \| \| Astacidea (langostas, cangrejos de río) \| \| \| \| |
|  | |
|  | Polychelida (crustáceos bentónicos)                                                                             |
|  | |
|  | Astacidea (langostas, cangrejos de río)                                                                         |
|  | |

|  | Polychelida (crustáceos bentónicos)     |
|  |                                         |
|  | Astacidea (langostas, cangrejos de río) |
|  |                                         |

|  | Gebiidea (langostas de barro y camarones de barro)                                              |
|  |                                                                                                 |
|  | \| \| Anomura (Cangrejos ermitaños y otros) \| \| \| \| \| \| Brachyura (cangrejos) \| \| \| \| |
|  |                                                                                                 |
|  | Anomura (Cangrejos ermitaños y otros)                                                           |
|  |                                                                                                 |
|  | Brachyura (cangrejos)                                                                           |
|  |                                                                                                 |

|  | Anomura (Cangrejos ermitaños y otros) |
|  |                                       |
|  | Brachyura (cangrejos)                 |
|  |                                       |

|  | Gebiidea (langostas de barro y camarones de barro)                                              |
|  |                                                                                                 |
|  | \| \| Anomura (Cangrejos ermitaños y otros) \| \| \| \| \| \| Brachyura (cangrejos) \| \| \| \| |
|  |                                                                                                 |
|  | Anomura (Cangrejos ermitaños y otros)                                                           |
|  |                                                                                                 |
|  | Brachyura (cangrejos)                                                                           |
|  |                                                                                                 |

|  | Anomura (Cangrejos ermitaños y otros) |
|  |                                       |
|  | Brachyura (cangrejos)                 |
|  |                                       |

|  | Stenopodidea (camarón boxer)                                                 |
|  |                                                                              |
|  | \| \| Procarididea \| \| \| \| \| \| Caridea (verdadero camarón) \| \| \| \| |
|  |                                                                              |
|  | Procarididea                                                                 |
|  |                                                                              |
|  | Caridea (verdadero camarón)                                                  |
|  |                                                                              |

|  | Procarididea                |
|  |                             |
|  | Caridea (verdadero camarón) |
|  |                             |

|  | Achelata (langostas)                                                                                            |
|  | |
|  | \| \| Polychelida (crustáceos bentónicos) \| \| \| \| \| \| Astacidea (langostas, cangrejos de río) \| \| \| \| |
|  | |
|  | Polychelida (crustáceos bentónicos)                                                                             |
|  | |
|  | Astacidea (langostas, cangrejos de río)                                                                         |
|  | |

|  | Polychelida (crustáceos bentónicos)     |
|  |                                         |
|  | Astacidea (langostas, cangrejos de río) |
|  |                                         |

|  | Gebiidea (langostas de barro y camarones de barro)                                              |
|  |                                                                                                 |
|  | \| \| Anomura (Cangrejos ermitaños y otros) \| \| \| \| \| \| Brachyura (cangrejos) \| \| \| \| |
|  |                                                                                                 |
|  | Anomura (Cangrejos ermitaños y otros)                                                           |
|  |                                                                                                 |
|  | Brachyura (cangrejos)                                                                           |
|  |                                                                                                 |

|  | Anomura (Cangrejos ermitaños y otros) |
|  |                                       |
|  | Brachyura (cangrejos)                 |
|  |                                       |

|  | Gebiidea (langostas de barro y camarones de barro)                                              |
|  |                                                                                                 |
|  | \| \| Anomura (Cangrejos ermitaños y otros) \| \| \| \| \| \| Brachyura (cangrejos) \| \| \| \| |
|  |                                                                                                 |
|  | Anomura (Cangrejos ermitaños y otros)                                                           |
|  |                                                                                                 |
|  | Brachyura (cangrejos)                                                                           |
|  |                                                                                                 |

|  | Anomura (Cangrejos ermitaños y otros) |
|  |                                       |
|  | Brachyura (cangrejos)                 |
|  |                                       |

|  | Achelata (langostas)                                                                                            |
|  | |
|  | \| \| Polychelida (crustáceos bentónicos) \| \| \| \| \| \| Astacidea (langostas, cangrejos de río) \| \| \| \| |
|  | |
|  | Polychelida (crustáceos bentónicos)                                                                             |
|  | |
|  | Astacidea (langostas, cangrejos de río)                                                                         |
|  | |

|  | Polychelida (crustáceos bentónicos)     |
|  |                                         |
|  | Astacidea (langostas, cangrejos de río) |
|  |                                         |

|  | Gebiidea (langostas de barro y camarones de barro)                                              |
|  |                                                                                                 |
|  | \| \| Anomura (Cangrejos ermitaños y otros) \| \| \| \| \| \| Brachyura (cangrejos) \| \| \| \| |
|  |                                                                                                 |
|  | Anomura (Cangrejos ermitaños y otros)                                                           |
|  |                                                                                                 |
|  | Brachyura (cangrejos)                                                                           |
|  |                                                                                                 |

|  | Anomura (Cangrejos ermitaños y otros) |
|  |                                       |
|  | Brachyura (cangrejos)                 |
|  |                                       |

|  | Gebiidea (langostas de barro y camarones de barro)                                              |
|  |                                                                                                 |
|  | \| \| Anomura (Cangrejos ermitaños y otros) \| \| \| \| \| \| Brachyura (cangrejos) \| \| \| \| |
|  |                                                                                                 |
|  | Anomura (Cangrejos ermitaños y otros)                                                           |
|  |                                                                                                 |
|  | Brachyura (cangrejos)                                                                           |
|  |                                                                                                 |

|  | Anomura (Cangrejos ermitaños y otros) |
|  |                                       |
|  | Brachyura (cangrejos)                 |
|  |                                       |

|  | Stenopodidea (camarón boxer)                                                 |
|  |                                                                              |
|  | \| \| Procarididea \| \| \| \| \| \| Caridea (verdadero camarón) \| \| \| \| |
|  |                                                                              |
|  | Procarididea                                                                 |
|  |                                                                              |
|  | Caridea (verdadero camarón)                                                  |
|  |                                                                              |

|  | Procarididea                |
|  |                             |
|  | Caridea (verdadero camarón) |
|  |                             |

|  | Achelata (langostas)                                                                                            |
|  | |
|  | \| \| Polychelida (crustáceos bentónicos) \| \| \| \| \| \| Astacidea (langostas, cangrejos de río) \| \| \| \| |
|  | |
|  | Polychelida (crustáceos bentónicos)                                                                             |
|  | |
|  | Astacidea (langostas, cangrejos de río)                                                                         |
|  | |

|  | Polychelida (crustáceos bentónicos)     |
|  |                                         |
|  | Astacidea (langostas, cangrejos de río) |
|  |                                         |

|  | Gebiidea (langostas de barro y camarones de barro)                                              |
|  |                                                                                                 |
|  | \| \| Anomura (Cangrejos ermitaños y otros) \| \| \| \| \| \| Brachyura (cangrejos) \| \| \| \| |
|  |                                                                                                 |
|  | Anomura (Cangrejos ermitaños y otros)                                                           |
|  |                                                                                                 |
|  | Brachyura (cangrejos)                                                                           |
|  |                                                                                                 |

|  | Anomura (Cangrejos ermitaños y otros) |
|  |                                       |
|  | Brachyura (cangrejos)                 |
|  |                                       |

|  | Gebiidea (langostas de barro y camarones de barro)                                              |
|  |                                                                                                 |
|  | \| \| Anomura (Cangrejos ermitaños y otros) \| \| \| \| \| \| Brachyura (cangrejos) \| \| \| \| |
|  |                                                                                                 |
|  | Anomura (Cangrejos ermitaños y otros)                                                           |
|  |                                                                                                 |
|  | Brachyura (cangrejos)                                                                           |
|  |                                                                                                 |

|  | Anomura (Cangrejos ermitaños y otros) |
|  |                                       |
|  | Brachyura (cangrejos)                 |
|  |                                       |

|  | Achelata (langostas)                                                                                            |
|  | |
|  | \| \| Polychelida (crustáceos bentónicos) \| \| \| \| \| \| Astacidea (langostas, cangrejos de río) \| \| \| \| |
|  | |
|  | Polychelida (crustáceos bentónicos)                                                                             |
|  | |
|  | Astacidea (langostas, cangrejos de río)                                                                         |
|  | |

|  | Polychelida (crustáceos bentónicos)     |
|  |                                         |
|  | Astacidea (langostas, cangrejos de río) |
|  |                                         |

|  | Gebiidea (langostas de barro y camarones de barro)                                              |
|  |                                                                                                 |
|  | \| \| Anomura (Cangrejos ermitaños y otros) \| \| \| \| \| \| Brachyura (cangrejos) \| \| \| \| |
|  |                                                                                                 |
|  | Anomura (Cangrejos ermitaños y otros)                                                           |
|  |                                                                                                 |
|  | Brachyura (cangrejos)                                                                           |
|  |                                                                                                 |

|  | Anomura (Cangrejos ermitaños y otros) |
|  |                                       |
|  | Brachyura (cangrejos)                 |
|  |                                       |

|  | Gebiidea (langostas de barro y camarones de barro)                                              |
|  |                                                                                                 |
|  | \| \| Anomura (Cangrejos ermitaños y otros) \| \| \| \| \| \| Brachyura (cangrejos) \| \| \| \| |
|  |                                                                                                 |
|  | Anomura (Cangrejos ermitaños y otros)                                                           |
|  |                                                                                                 |
|  | Brachyura (cangrejos)                                                                           |
|  |                                                                                                 |

|  | Anomura (Cangrejos ermitaños y otros) |
|  |                                       |
|  | Brachyura (cangrejos)                 |
|  |                                       |